# Àcid gras insaturat

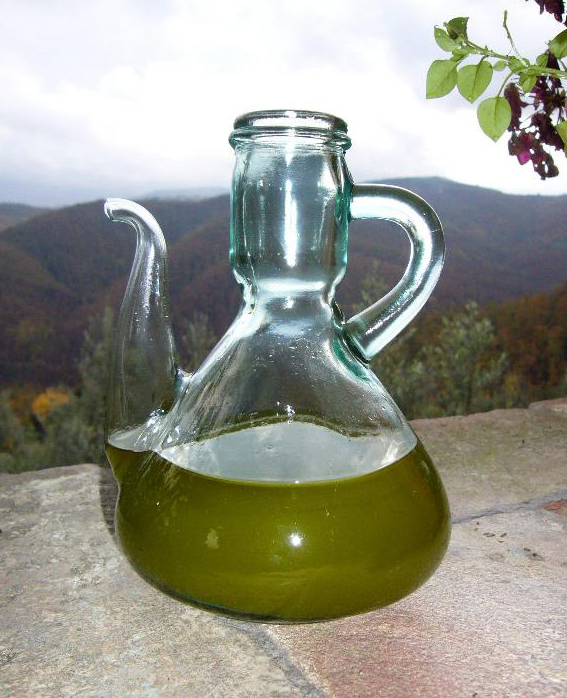
L'oli d'oliva és un àcid gras insaturat de 18 carbonis i un sol (és monoinsaturat, doncs) doble enllaç al mig, que és a la posició 9 pel final, és a dir, que és un Omega-9

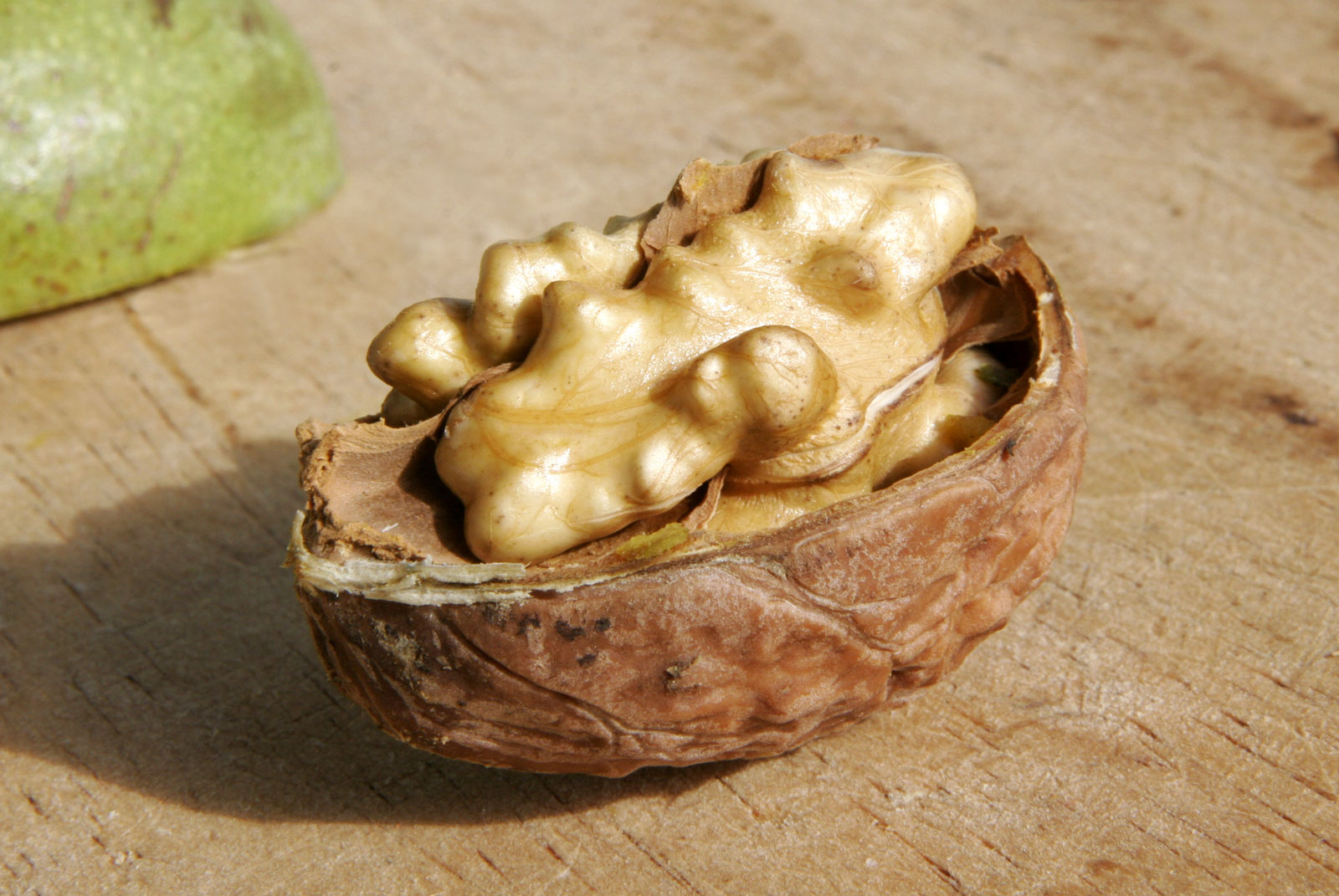
Les nous tenen un greix monoinsaturat (el mateix que l'oli d'oliva) barrejat amb altres poliinsaturats, els àcids linoleic i alfalinoleic, que són Omega-3 i Omega-6

Els àcids grassos insaturats són aquells àcids grassos, de molècules linears, als quals hi ha almenys un doble enllaç a la seva cadena de carbonis. Si només tenen un doble enllaç es diuen monoinsaturats mentre que si en tenen més són poliinsaturats. Quan tenen un doble enllaç, aquest pot presentar isomeria de configuració "cis" o "trans" i llavors aquests àcids es diuen àcids grassos cis o àcids grasos trans (o trans-insaturats). Els àcids grassos insaturats acostumen a ser líquids a temperatura ambient i formen greixos que també ho són. Aquests greixos es coneixen com a greixos insaturats.
Cap greix d'origen animal "terrestre" és insaturat, però sí que ho són els dels peixos i la majoria de greixos vegetals, excepte l'oli de palma i l'oli de coco, els més usats a la indústria pel seu baix cost i la seva absència de gust. La isomeria natural és la cis, però industrialment es provoca la trans per a crear greixos sòlids per a productes finals, com la mantega, i per a afegits a altres preparacions.

## Nutrició
Dietèticament es consideren en general greixos més saludables que els greixos saturats. Són beneficiosos pel cor i pel colesterol dit "bo".
- Els greixos monoinsaturats són líquids a temperatura ambient però comencen a solidificar fàcilment en refredar-se, per exemple en dies molt freds o al frigorífic, són, per exemple, l'oli d'oliva o el de cacauet. Són naturalment cis.
- Els greixos poliinsaturats es mantenen líquids encara que es refredin a la nevera. Són, per exemple, els olis de peix, de soja, de girasol o d'avellana. Són naturalment cis, si hom no els modifica.
- Els greixos trans s'han fet a partir de greixos insaturats vegetals però han estat modificats per a canviar el seu aspecte, perquè sigui sòlid. Nutricionalment, però, aquests greixos canvien també les seves propietats nutricionals i dietètiques i passen a ser les dels àcids grassos saturats, és a dir, que són dolents per a cor i el colesterol. Així, per exemple, la margarina, per molt que es vengui com a producte vegetal, no és més saludable que la mantega, d'origen animal. També són habituals, i en grans quantitats, en galetes i pastisseria industrial, plats preparats congelats o refrigerats, pa de motlle, plats preparats industrials amb arrebossats, amb pa o pastes (fullada, etc.) salades, etc.
- Els greixos Omega 3 són els insaturats que tenen el seu primer doble enllaç a la posició 3, començant a comptar els carbonis per darrere. Es consideren especialment saludables. Es troben, per exemple, al peix blau i a les nous. També ho són els Omega-6 i Omega-9, que es defineixen per què el seu primer doble enllaç està, respectivament, a la posició 6 i 9 començant pel final.